# ستيلا ساذرلاند
ستيلا ساذرلاند (بالإنجليزية: Stella Sutherland)‏ (7 أكتوبر 1924 في المملكة المتحدة - 15 أكتوبر 2015، ليرويك في المملكة المتحدة)؛ كاتِبة وشاعرة بريطانية.